# رقصة مع التنانين
رقصة مع التنانين (بالإنجليزية: A Dance with Dragons)‏ هيَ الجُزء الخامس من سلسلة روايات أغنية الجليد والنار من تأليف الأمريكيّ جورج ر. ر. مارتن. نُشِرت لأوّل مرة في 12 يوليو 2011. ووصلت عددُ صفحاتِها إلى 1016 صفحة وبسببِ طولِها فقد نُشِرت في بعضِ البلاد على جُزئين الأوّل يُسمّى أحلامٌ وغُبار والثاني بعدَ الوليمَة. وعنوانُها كان من المفترض أن يكون عنوانَ الجُزء الثاني للسلسلة حينما كان مارتن يفتَرض أنّ سِلسلته ستكون ثُلاثيّةً فقط. ويُذكر أنّ هذه الرواية هي الرواية الأولى التي تُنشَر بعدَ بدء عرضِ المُسلسل المبني عليها صراع العروش.
نالَت الرواية شُهرةً واسعة، وتُرجِمت للكثير من اللغاتٍ حول العالم، حيث ترجمها للعربية هشام فهمي لصالِح دار التنوير. وقد حازَت على المرتبة الأولى في قائمة نيويورك تايمز لأكثر الكتب مبيعاً. وبعدَ عدّة أسابيع حازَت المرتبة الأولى أيضاً في قوائم يو إس إيه توداي وقائمة بابليشرز ويكلي. وقد بُني الموسم الخامِس من مُسلسل صراع العروش على الرواية جنباً إلى جنب مع رواية وليمة للغربان.
تستكمِل الرواية مسارات الشخصيّات التي لم تَرِد في الجُزء السابِق، حيثُ أن رقصة مع التنانين ووليمة للغربان كان من المفترض أن تكون روايةً واحِدة ولكن بسبب طولِها قسّم مارتن الرواية بناءً على مسار الشخصيّات والزمان، لذلك فإنّ هذه الرواية تقع في نفسِ زمنِ أحداث وليمة للغربان.

## ملخص الأحداث

### الجدار وما وراءه
ستانس براثيون، مدعي عرش ويستروس، يحتل الجدار عند الحدود الشمالية للمملكة، بعد مساعدته في صد هجوم البرية الشمالية. يُعدم ستانيس مانس رايدر، زعيم البرية، لرفضه الخضوع له، ويتقدم بجيشه نحو الجنوب للبحث عن دعم في سعيه للعرش.
جون سنو، القائد الجديد المنتخب لفرسان الليل، النقابة التي تدافع عن الجدار، يستعد للدفاع ضد الآخرين، وهم مخلوقات بشرية عدائية من الشمال البعيد. يتفاوض جون مع زعيم البرية تورموند جايانتسبين للسماح للبرية بتجاوز الجدار مقابل مساعدتهم في الدفاع عنه. يؤدي ذلك إلى سلام هش ولكن يخلق اضطرابًا بين فرسان الليل، الذين اعتبروا البرية أعداء لهم لقرون.
تحذر المستشارة ستانيس، الساحرة ميليساندر، جون من أن نصف أخته، آريا ستارك، في خطر. يتبين أن مانس على قيد الحياة بفضل خدعة ميليساندر السحرية. يتم إرساله إلى قلعة الستارك الأصلية وينترفيل، التي تحتلها الآن عائلة بولتون، لإنقاذ آريا. ومع ذلك، يتبين أن الفتاة في رؤى ميليساندر هي أليس كارستارك، نبيلة شابة تهرب إلى الجدار للهروب من عمها الخائن. لحماية أليس ودعم اندماج البرية في المجتمع الويستيروسي، ينظم جون زواج أليس من سيجورن من ثين، زعيم البرية.
يتلقى جون رسالة تحدي من رامزي بولتون، الذي يدعي أنه سحق جيش ستانيس في وينترفيل. يهدد رامزي بالهجوم ويطالب جون بإرسال زوجة ستانيس وابنته ورهائن أخرى، بالإضافة إلى آريا وشقيقه الرعاية ثيون جريجوي، اللذين لم يرهما جون منذ سنوات. يقرر جون المشي نحو رامزي بنفسه ويطلب المتطوعين لمرافقته. يعتبر ضباطه نيته للمسير على رامزي خيانة لحياد الحرس ويطعنون فيه خلال انقلاب.
في الوقت نفسه، يذهب شقيق جون الشلل بران ستارك، الذي يسافر شمال الجدار، إلى آخر أطفال الغابة، السكان غير البشريين في ويستيروس. يقدمون بران ورفاقه لـ«آخر رؤيا خضراء»، رجل قديم متشابك مع جذور شجرة ويروي له القدرة على رؤية المستقبل بواسطة «الرؤية الخضراء»، مما يمكن بران من رؤية الماضي والحاضر من خلال عيون أشجار اللورد التي تنمو في جميع أنحاء الشمال.

### عبر البحر الضيق

#### في المدن الحرة
بعد قتله لوالده تايوين، اليد اليمنى للملك، يتم تهريب القزم تيريون لانيستر من ويستيروس إلى مدينة بنتوس على يد رئيس المراقبة فاريس، حيث يتم إيواؤه من قبل التاجر إيليرو موباتيس. يتم إرسال تيريون جنوبًا مع فريق يُفترض أن يساعد الأميرة المنفية دانيريس تارغارين، التي تسيطر على التنانين الوحيدة الحية، في الاستيلاء على العرش الحديد. يكتشف تيريون أن فاريس وإيليرو قد أخفيا الأمير المفترض ميتًا أيجون تارغارين، ابن الأخ الراحل لدانيريس الأمير ريغار، ويعتزمان تربيته كملك لويستيروس بمساعدة دانيريس. يقنع تيريون أيجون بالهجوم على ويستيروس فورًا، دون الانتظار لدانيريس. بعد ذلك بوقت قصير، يتم اختطاف تيريون من قبل جورا مورمونت، المستشار المخزي لدانيريس، الذي يعتزم تسليمه لها لاستعادة رضاها.
في مدينة برافوس الحرة، تكون آريا تلميذة في نقابة القتلة المعروفة باسم وجوه الرجال. عندما يعملون عليها بالعمى مؤقتًا، تطور آريا حاسة السمع لديها وتدرك أنها يمكنها «رؤية» من خلال القطط بنفس الطريقة التي كانت تستطيع بها مع ذئبها الضاري نايميريا. بعد استعادة بصرها، يتم تكليف آريا باغتيال تاجر فاسق وهي تتنكر سحريًا باستخدام وجه فتاة أخرى. بعد ذلك، تُعلن آريا متدربة لوجوه الرجال، ليتم إرسالها إلى قاتل آخر لمتابعة تدريبها.

#### خليج النخاسين
دانيريس قد انتزعت مدينة ميرين وحظرت العبودية، ولكنها تعاني للحفاظ على السلام بين مجموعات متنوعة داخل المدينة، بما في ذلك ابناء الهاربين، وهم جماعة مقاومة عنيفة في ميرين، ومع مدينة ينكاي المجاورة.
تصبح تنانين دانيريس أكثر خطورة، وتقوم بإيداعها بالقوة في زنزانة لسلامة شعبها. دراغون، الأكبر، يتهرب من الإمساك به ويطير بعيدًا. على الرغم من علاقتها الجنسية مع القائد العسكري داياريو نهاريس، تتزوج دانيريس من النبيل الميريني هيزدار زو لوراق لتأمين تحالف لتهدئة ابناء الهاربين.
يصل كوينتين مارتل، ابن أمير دورن في جنوب ويستيروس، إلى ميرين عاملاً على تجديد التحالف بين عائلة دانيريس وعائلته، ولكنه لا يستطيع الحفاظ على انتباهها. يتم نجاة جورا وتيريون من حادث سفينة، ثم يتم اختطافهما وبيعهما إلى تاجر عبيد ينكاي. يهربون من جيش ينكاي المحاصر لميرين وينضمون إلى فرقة الجيش الثانية العسكرية، حيث ينوي تيريون تأمين دعمهم لصالح دانيريس. في هذه الأثناء، يبحر ويستاروني آخر، فيكتاريون جريجوي، إلى ميرين، يعتزم الزواج من دانيريس واستخدام تنانيها للإطاحة بشقيقه، ملك الحديد.
بناءً على اصرار هيزدار، تعيد دانيريس فتح «حلبات القتال» في المدينة للقتال الجلادي، ولكن الضوضاء والدمار تجذب دراغون. في الفوضى الناتجة، تتسلق دانيريس إلى ظهر دراغون لتهدئته ولكنه يطير بها. يُتهم هيزدار بمحاولة تسميم دانيريس. يشارك مستشارها، باريستان سيلمي، في مؤامرة لإزالة هيزدار من السلطة، ويستأنف ابناء الهاربين قتلهم. يستعد باريستان للمعركة مع الجيوش خارج ميرين. يحاول كوينتين إثبات قيمته عن طريق ركوب أحد التنانين المتبقيين ولكنه يقتل ويتم إطلاق سراح التنانين. دراغون يطير بدانيريس إلى سهول الدوثراكي، الأراضي العشبية التي تسيطر عليها قبائل الدوثراكي الرحل.

### في الممالك السبع

#### الشمال
في الشمال، أطاح روز بولتون ببيت ستارك وتولى السلطة كورد الشمال بعد التحالف مع بيت فراي. يحتل الكثير من المنطقة غزاة الحديد. بناءً على نصيحة جون سنو، يحصل ستانيس على دعم عشائر الجبال الشمالية بتعهد بالقضاء على والتفاف عن غزاة الحديد. بفضل دعمهم، يلقى ستانيس القبض على آشا غريجوي، ابنة أخ فيكتاريون، ويتجه بقواته نحو وينترفيل لمهاجمة بولتون، ولكن تتعطل تقدمه بسبب عواصف ثلجية.
يتم إرسال ديفوس سيورث، مستشار ستانيس، للفوز بدعم اللورد الغني وايمان ماندرلي، الذي يتظاهر بإعدام ديفوس لكسب صفقة لدى نظام لانيستر الذي يسيطر على العرش الحديدي. في اجتماع سري، يخبر ماندرلي ديفوس أنه وأسياد شماليين آخرين يعتزمون التظاهر بالخضوع لبولتون ولانيستر بينما يخططون للانتقام من موت روب ستارك واستعادة حكم ستارك. يكشف ماندرلي لديفوس أن ريكون ستارك الصغير يختبئ على جزيرة سكاجوس النائية، ويعد بدعم ستانيس إذا استطاع ديفوس استعادة ريكون وتوحيد أنصار ستارك حوله.
ثيون غريجوي هو أسير لدى بولتون، ويتعرض للتشويه والتعذيب على يد رامزي، الابن السادي لروز، الذي يغير اسم ثيون إلى «ريك». لتعزيز حكمه على الشمال، يزعم روز أن رامزي تزوج فعلياً من آريا ستارك، ولكن الفتاة هي في الواقع جين بول، صديقة شقيقة آريا، والتي يتم اضطهادها جسدياً وجنسياً من قبل رامزي بالتنكيل بها بدور آريا. يصل مانس رايدر متنكراً إلى وينترفيل ويستخدم ثيون لمساعدته في إطلاق سراح الآريا الكاذبة. يهرب ثيون وجين عندما يقفزون من جدار القلعة في الثلج ليتم القبض عليهم من قبل قوات ستانيس.

#### الجنوب
جايمي لانيستر، خال (وبشكل سري، والد) للملك الصغير تومن باراثيون، يتفاوض على استسلام آخر حلفاء روب ستارك المتأخرين، مما يضع رسمياً حداً لحرب ستارك–لانيستر في ريفرلاند. بريان من تارث، التي أرسلها جايمي للبحث عن سانسا ستارك، تجد جايمي وتخبره بأن سانسا في خطر؛ يتبعها.
بعد أن يقنع تيريون أيغون بمهاجمة ويستيروس، يقوم أيغون وقواته بالاستيلاء على العديد من القلاع في ستورملاند بمقاومة قليلة. في هذه الأثناء، يكون الآب الرعوي لأيغون جون كونينجتون ينحني بسرعة إلى الجريبسكيل، وهي مرض قاتل ومعدٍ.
دوران مارتل، أمير دورن، يرسل اثنين من بناته الى الشمال إلى العاصمة كينجز لاندينج للتسلل إلى الدين والحكومة والعمل في مصلحة دورن.
سيرسي لانيستر، والدة تومن والملكة الوصي، تم اعتقالها من قبل الدين بتهمة الزنا والتآمر. للحصول على الإفراج عنها، تعترف بالعديد من التهم الأقل ضدّها، ولكنها لا تعترف بقتلها لزوجها الملك روبرت باراثيون، ولا بأن أطفالها هم نتاج النكاح المحرّم. كشرط لإطلاق سراحها، يتعين على سيرسي أن تهان بالسير عارية عبر المدينة. في هذه الأثناء، قام حليف سيرسي، الرئيس السابق كايبورن، بإنشاء «السير روبرت سترونج»، شخصية طولها ثمانية أقدام محاطة بالدروع، لتكون بطلاً لا يُقهَر في محاكمة سيرسي المقبلة بالقتال.
بعد أن تولى كيفان لانيستر عمة سيرسي والمستشار الكبير بايسيل محاولة التراجع عن الضرر الناتج عن حكم سيرسي، يظهر فاريس ويقتل كل من كيفان وبايسيل، كاشفاً أنه كان يتآمر لسنوات ليدمر اللانيستر بأنفسهم حتى يتسنى لأيغون تارغارين أن يأخذ العرش، بعد أن تم تربيته ليكون حاكمًا مثاليًا. ينتهي الكتاب بإرسال فاريس جواسيسه الأطفال لإنهاء حياة كيفان.

### إضافات
بالإضافة إلى الخرائط المنشورة في الكتب السابقة، يتضمن الكتاب خريطة جديدة لمنطقة لم تُرَسم على الخرائط سابقًا في مدن الحرة على القارة الشرقية. كما هو الحال في الأربعة مجلدات السابقة في سلسلة الجليد والنار، يتضمن الكتاب فهرسًا يحتوي على قائمة كاملة للشخصيات.

## الشخصيّات
يَروي كُلّ فَصلٍ وجهَة نَظرٍ مُختلِفة عن الأخرى، ويتّتبع الكِتاب مَسارات ثمانية عَشر شخصيّة رئيسيّة، وعناوين الفُصول تُمثّل رؤى الشخصيّات.
- المُقدّمة: (ڤارامير)، وْارغ أحد الهمج الناجين وراء الجدار.
- جون سنو: قائد حرس الليل رقم 998.
- بران ستارك: وريث وينترفيل يبحث عن قوى قديمة وراء الجدار.
- دافوس سيوورث: يد الملك لستانيس باراثيون، ارسل للتفاوض مع اللورد ماندرلي.
- ثيون جرايجوي: (ريك)، أسير لدى رامزي سنو (بولتون)
- آشا جرايجوي: ابنة أخ الملك يورون هربت من الجزر الحديدية بعد تتويج عمها.
- مليساندرا: كاهنة إله النور «راهلور» ومستشارة لدى ستانيس.
- دنيرس تارجارين: و ريثة سلالة التارجارين التي حكمت ويستروس لمدة 300 عام، تحكم مدينة ميرين.
- تيريون لانستر: قزم عم الملك تومن، هارب بتهمة قتل والده والملك جوفري.
- كوينتن مارتل: ابن الأمير دوران مارتل ذهب في مهمة إلى إيسوس من أجل والده.
- جون كوننجتون: اليد السابق للملك إيرس تارجارين منفي و يعتقد بأنه ميت.
- باريستان سلمي: يد الملكة و قائد الحرس الملكة لدنيرس.
- فيكتاريون جرايجوي: قائد الأسطول الحديدي في مهمه للبحث عن دنيرس.
- آريا ستارك: تستمر في التدرب مع الرجال عديمي الوجوه.
- آريو هوتا: قائد حرس الأمير دوران.
- جايمي لانستر: قائد الحرس الملكي حاليا في أراضي النهر.
- سيرسي لانستر: الملكة الوصية أسيرة لدى (جنود العقيدة).
- الخاتِمة: (كيفان لانستر)، الوصي للملك تومن.

أما باقي الشخصيات التي لم تظهر في هذه الرواية مثل سانسا ستارك، وبرين التارثية، وآرين مارتل؛ هذه الشخصيّات ستظهر في الجُزء التالي رياح الشتاء